# Morgan Lily
Morgan Lily Jane Gross, meglio conosciuta come Morgan Lily (Santa Monica, 11 aprile 2000), è un'attrice e modella statunitense.
Ha cominciato a fare la modella a livello internazionale a 4 anni ed è apparsa in più di 21 spot televisivi e molti servizi fotografici prima di interpretare il ruolo di Millie Stupek in Henry Poole Is Here.
Ha interpretato Bonnie nella serie televisiva showtime Shameless

## Vita privata
Lily nasce come Morgan Lily Gross a Santa Monica, in California. Ha tre fratelli: il fratello maggiore, David Jordan, che è un attore, una sorella minore, Riley Jane, che è una bambina modella, e una sorellina, Audrey Lynn. Figlia di April, casalinga, e Andy Gross, un ventriloquo e mago. Quest'ultimo possiede una sua azienda chiamata LA Magic & Toy e MindBoggling The Show e viaggia facendo giochi di magia e piccole commedie.

## Carriera
Morgan ha iniziato la sua carriera di attrice in tenera età, che comincia con il film drammatico Shards (2005) dove interpreta Morgan, e con il film Welcome to the Jungle Gym (2006) dove interpreta Kylie. Nel 2007 partecipa a CSI: Crime Scene Investigation come Chloe, che le offre molte opporrtunità, come ad esempio un ruolo di co-protagonista a soli 7 anni, il suo primo film teatrale Henry Poole Is Here come Millie Stupek. Il ruolo più importante di Morgan fino ad ora è stato nel film 2012 (2009) dove ha interpretato Lilly Curtis accanto al giovane attore Liam James. Altri film a cui ha partecipato sono Love's Everlasting Courage accanto a Wes Brown e Cheryl Ladd e X-Men - L'inizio come Raven giovane (10 anni).

## Filmografia

### Cinema
- Shards, regia di Rebecca Grace (2005)
- Henry Poole - Lassù qualcuno ti ama (Henry Poole Is Here), regia di Mark Pellington (2008)
- La verità è che non gli piaci abbastanza (He's Just Not That Into You), regia di Ken Kwapis (2009)
- 2012, regia di Roland Emmerich (2009)
- Il primo amore non si scorda mai (Flipped), regia di Rob Reiner (2010)
- Quando l'amore diventa coraggio (Love's Everlasting Courage), regia di Bradford May (2011)
- X-Men - L'inizio (X-Men: First Class), regia di Matthew Vaughn (2011)
- Beautiful Girl, regia di Stevie Long (2014)
- Cooties, regia di Jonathan Milott e Cary Murnion (2014)
- Joe Bell, regia di Reinaldo Marcus Green (2020)

### Televisione
- Welcome to the Jungle Gym - film TV (2006)
- CSI - Scena del crimine (CSI: Crime Scene Investigation) - serie TV, 1 episodio (2007)
- Curb Your Enthusiasm - serie TV, 1 episodio (2009)
- Criminal Minds - serie TV, 1 episodio (2010)
- Shameless - serie TV, 4 episodi (2014)
- Grey's Anatomy - serie TV, 2 episodi (2016)
- Claws - serie TV, 8 episodi (2017-2018)

## Doppiatrici italiane
Nelle versioni in italiano dei suoi lavori, Morgan Lily è stato doppiato da:
- Vittoria Bartolomei in Grey's Anatomy